# Kostel Nanebevzetí Panny Marie (Svatoslav)
Kostel Nanebevzetí Panny Marie je římskokatolický chrám v obci Svatoslav v okrese Brno-venkov. Je chráněn jako kulturní památka České republiky. Je farním kostelem svatoslavské farnosti.

## Historie
Fara existovala ve Svatoslavi již před rokem 1240, první přímá zmínka o kostele je ale až z roku 1501. Jádro chrámu pochází ze 13. století, portál do sakristie z konce 14. století, hlavní portál je pozdně gotický z doby kolem roku 1500. Kostel byl později upraven barokně, včetně nové klenby z druhé poloviny 18. století. Jedná se o jednolodní stavbu s ploše uzavřeným kněžištěm, nad kterým stojí hranolová věž.